# Silverton (Texas)
Silverton es una ciudad ubicada en el condado de Briscoe en el estado estadounidense de Texas. En el Censo de 2010 tenía una población de 731 habitantes y una densidad poblacional de 280,84 personas por km².

## Geografía
Silverton se encuentra ubicada en las coordenadas 34°28′17″N 101°18′15″O / 34.47139, -101.30417. Según la Oficina del Censo de los Estados Unidos, Silverton tiene una superficie total de 2.6 km², de la cual 2.6 km² corresponden a tierra firme y (0%) 0 km² es agua.

## Demografía
Según el censo de 2010, había 731 personas residiendo en Silverton. La densidad de población era de 280,84 hab./km². De los 731 habitantes, Silverton estaba compuesto por el 87% blancos, el 2.19% eran afroamericanos, el 0.27% eran amerindios, el 0% eran asiáticos, el 0% eran isleños del Pacífico, el 8.76% eran de otras razas y el 1.78% pertenecían a dos o más razas. Del total de la población el 31.87% eran hispanos o latinos de cualquier raza.